# Testamento de Heiligenstadt

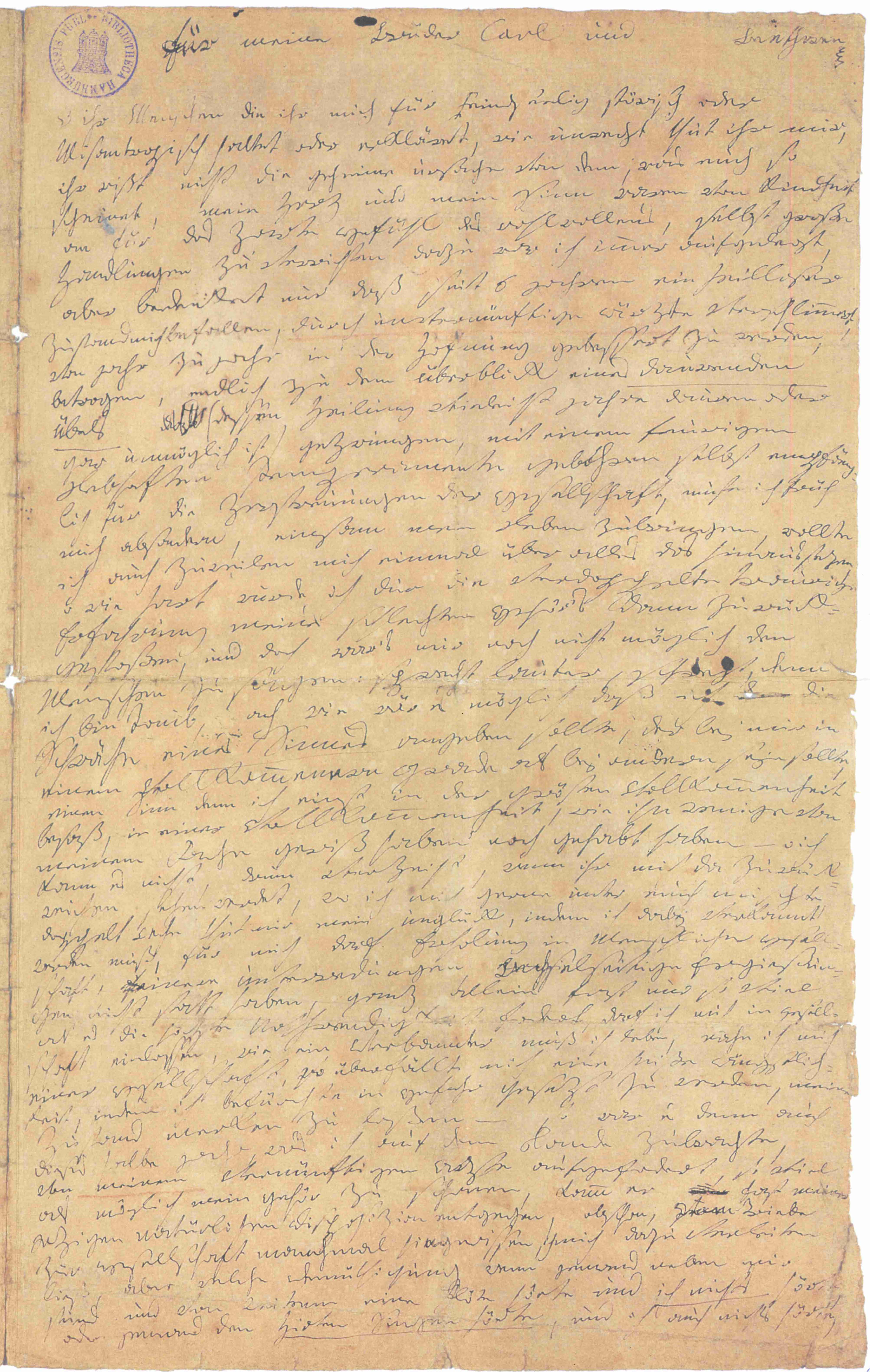
Un facsímil del Testamento de Heiligenstadt.

El testamento de Heiligenstadt es una carta escrita por el compositor alemán Ludwig van Beethoven a sus hermanos Kaspar Anton Karl y Nikolaus Johann en Heiligenstadt (actualmente parte de Viena, Austria) el 6 de octubre de 1802. La carta relata la desesperación del compositor por su creciente sordera y sus deseos de sobreponerse a sus achaques físicos y emocionales para completar su destino artístico. Beethoven guardó el documento escondido entre sus papeles privados durante el resto de su vida y probablemente nunca se lo mostró a nadie. Fue descubierto en marzo de 1827, después de la muerte del compositor por Anton Felix Schindler y Stephan von Breuning, quienes lo publicaron en octubre de ese mismo año.
Una curiosidad del documento es que, mientras que el nombre de Karl aparece en los lugares adecuados, aparecen espacios en blanco donde debería leerse el nombre de Johann (como en la esquina superior derecha de la imagen que se muestra en este artículo). Este hecho ha tenido numerosas explicaciones posibles, desde que Beethoven no estaba seguro del nombre completo de Johann (que era Nikolaus Johann) hasta que tenía sentimientos contradictorios acerca de sus hermanos, para trasferir al chico su odio de toda la vida hacia su padre alcohólico y abusivo, también llamado Johann.

## Pérdida de audición de Beethoven
Beethoven regresó a Viena desde Berlín en junio de 1796 después de una gira de conciertos que duró más de cuatro meses. Lo más probable es que fuera infectado con fiebre maculosa por una picadura de pulga de rata. Según el médico Aloys Weißenbach, asociado con Beethoven en la década de 1810, Beethoven sufría de "tifus común". Esto solo se asoció con la fiebre maculosa de las pulgas después de 1836. Antes de que se descubrieran los antibióticos, este llamado tifus murino era fatal en el 4 por ciento de los pacientes. Como resultado, el 15 por ciento de los afectados sufrían daños en el sistema nervioso, con daños irreparables en la audición en un número relativamente pequeño de personas.

## Estancia en Heiligenstadt
De mayo a octubre de 1802, Beethoven visitó los manantiales ricos en minerales en los baños de Heiligenstadt, cerca de Viena, para que le trataran las dolencias gástricas que a menudo sufría en relación con cólicos severos. Su médico, Johann Adam Schmidt, también ofreció la posibilidad de una cura para su deterioro auditivo progresivo.
Beethoven vivía en una casa de campo independiente en las afueras de Heiligenstadt camino a Nußdorf en la Herrengasse 6 (hoy: Probusgasse 6). Allí, con 31 años escribió el 6 de octubre la carta a sus hermanos, en la que describe enfáticamente su preocupación por el deterioro de su audición, su aislamiento social, los pensamientos suicidas que germinan y han sido superados, y se refiere a su patrimonio. Aunque escribió una posdata el 10 de octubre, dobló y selló la hoja de papel, no envió la carta, que solo se encontró en 1827. Junto a la carta a la Amada Inmortal, es una de los escritos autógrafos más personales de Beethoven.

## Contenido
El motivo de redactar el testamento fue su estado de salud cada vez más deteriorado, pero sobre todo la desesperación debida a su progresiva sordera, que se manifestó ya en 1796. Los dos primeros tercios del escrito están ocupados por la justificación de Beethoven a sus contemporáneos, a los que deja claro que no es "Hostilmente testarudo ni misántropo", sino que: "Tuve que aislarme muy pronto, pasar mi vida solo", porque le “repugnaba” su sordera, porque le era imposible decir: “habla más fuerte, grita, que soy sordo”. La pérdida de su sentido del oído “que debe ser más perfecto conmigo que con los demás, sentido que una vez tuve con la mayor perfección, en una perfección que pocos en mi campo ciertamente han tenido” lo excluye de la empresa y él pide: "Así que perdóname si me ves retrocediendo donde me gustaba mezclarme contigo, mi desgracia me hará doble mal". Luego relata su experiencia en presencia de Ferdinand Ries, cuando sintió la vergüenza en una caminata: "Pero qué humillación cuando alguien se paró a mi lado y escuchó una flauta de lejos y yo no escuché nada, o alguien escuchó a los pastores cantar, y yo no escuché nada”. Esto lo sumió en la desesperación y "faltó poco para que yo mismo acabara con mi vida, solo el arte me detuvo".
Solo entonces Beethoven pasa a la parte testamentaria, que de esta forma, según la jurisprudencia austriaca, habría apelado a Beethoven de todos modos. Los testamentos posteriores de 1823 y 1827 ya no preveían la distribución de la herencia entre los hermanos. Les pide a sus hermanos "tan pronto como yo muera y el profesor Schmid siga vivo, pídanle en mi nombre que les describa mi enfermedad", luego explica a sus herederos, pidiéndoles "compártanlo honestamente, y llévense bien y ayúdense mutuamente". Respecto a Carl dice: "lo que hiciste contra mí, sabes, fue perdonado hace mucho tiempo, te agradezco hermano Carl en particular por la devoción que me has mostrado en este último tiempo". Así que todavía hace distinciones entre los hermanos, especialmente al no mencionar a Nikolaus Johann (a quien llama “pseudo-hermano” en otra ocasión) por su nombre, pero dejando un espacio en blanco en los tres lugares correspondientes. También menciona los instrumentos que recibió del Príncipe Lichnowsky, luego se dirige al público en general nuevamente al escribir: “Estoy corriendo hacia la muerte con alegría; pero todavía tengo todas mis habilidades artísticas por desarrollar, todavía llegará demasiado pronto para mí, a pesar de mi duro destino”, antes de concluir, volviéndose hacia sus hermanos dice: “Adiós y no me olviden por completo en la muerte, me lo he ganado".
Solo después de la muerte de Beethoven en marzo de 1827 se encontró el documento, al igual que la carta a la Amada Inmortal, y pronto se le dio el nombre de "Testamento de Heiligenstadt".
El original ha estado en la Biblioteca Estatal y Universitaria de Hamburgo desde 1888 como regalo de la cantante sueca Jenny Lind.